# Gabriel Serville
Pour les articles homonymes, voir Serville.
Gabriel Serville, né le 27 septembre 1959 à Cayenne (Guyane), est un homme politique français. Il est président de l'Assemblée de Guyane depuis le 2 juillet 2021.
Député de la première circonscription de la Guyane de 2012 à 2021, il est maire de Matoury de 2014 à 2017, avant d'être élu président de l'Assemblée de Guyane en 2021. Ancien membre du Parti socialiste guyanais, il est le fondateur de Péyi Guyane (affilié à la Nupes) en 2018.

## Biographie
Professeur de mathématiques puis proviseur de lycée, Gabriel Serville entame son engagement politique au sein des Forces démocratiques de Guyane dont il est le secrétaire général de 2004 à 2006. En 2008, il quitte le parti et se présente sans étiquette aux élections municipales de Matoury. Il devient alors conseiller municipal d'opposition et rejoint la même année les rangs du Parti socialiste guyanais.
Conseiller régional depuis le 21 mars 2012, il est élu député de la première circonscription de la Guyane lors des élections législatives de 2012 en Guyane. Sa victoire marque le retour de son parti sur la scène locale où il n'avait plus été député depuis 1993 et avait perdu la région en 2010. Afin de permettre au Parti communiste français de disposer d'un groupe à l'assemblée nationale, il rejoint le groupe de la Gauche démocrate et républicaine (GDR).
En 2013, toujours dans le groupe Gauche démocrate et républicaine, il se démarque de son camp en s'abstenant de voter pour la loi ouvrant le mariage et l'adoption aux couples homosexuels.
Lors de la 14e législature de l'Assemblée nationale, Gabriel Serville est membre du bureau de l'assemblée nationale, de la Commission d'évaluation financière des propositions de loi, de la Commission du développement durable et de l'aménagement du territoire, de la délégation aux outre-mer ainsi que la Commission nationale d'évaluation des politiques de l’État outre-mer.
De nouveau candidat aux élections législatives de 2017, il est réélu au second tour dans la première circonscription de Guyane avec 51,33% des voix.
Élu maire de Matoury le 30 mars 2014, il démissionne le 25 août 2017 pour se mettre en conformité avec la loi sur le non-cumul des mandats. Dans la foulée, il quitte le Parti socialiste guyanais.
En octobre 2018, il lance son mouvement politique régional Péyi Guyane. Pour la XVe législature de l'Assemblée nationale, il est de nouveau élu au bureau de l'Assemblée nationale. Il siège à la délégation chargée de l'application du statut du député, de la délégation chargée des activités internationales, de la délégation aux outre-mer, de la mission d'information sur la préparation d'une nouvelle étape de décentralisation en faveur du développement des territoires et de la mission d'information sur les chambres de commerce et d'industrie. Il préside le groupe d'amitié France-Haïti et est vice-président des groupes d'amitiés France-Brésil et France-Suriname. Il est également vice-président des groupes d'études sur l'impact des changements climatiques, sur les énergies vertes, sur l'eau et la biodiversité, sur les langues régionales et sur la santé mondiale .
En janvier 2020, il est à l'initiative de la création d'une commission d’enquête sur l'orpaillage illégal.
En novembre 2024, il doit rejoindre la Métropole en urgence en raison de problèmes de santé,. Interrogé par la presse le 17 janvier 2025, il déclare être « très malade et très souffrant » tout en promettant un retour rapide chez lui. Malgré cette longue absence, il continue d'assumer ses fonctions à distance, créant beaucoup d'interrogations et d'agacement, notamment en raison d'un manque de communication autour de ses fonctions pendant cette absence.
Le 15 juin 2025, il regagne la Guyane sept mois après son départ forcé en Métropole pour y soigner un cancer de l'estomac. Indiquant être en rémission, il explique avoir subi un « traitement de choc » pour vaincre la maladie. Il explique aussi poursuivre son traitement tout en reprenant ses fonctions.

## Travaux parlementaires
Lors de la XIVe législature, bien que siégeant au sein du groupe de la Gauche démocrate et républicaine à majorité Front de gauche, Gabriel Serville se démarque de ses collègues en votant la majorité des projets de loi du gouvernement socialiste. Le 2 juillet 2012, il vote la confiance au gouvernement Ayrault 2 alors que son groupe s'abstient. De même, il vote le 8 avril 2014 la confiance au gouvernement Valls alors que cette fois-ci, son groupe vote contre. Il réitère cette confiance le 29 avril 2014 en votant favorablement à la suite de la déclaration du gouvernement sur le projet de programme de stabilité pour 2014-2017 alors que son groupe y était là aussi opposé. Le 16 septembre 2014, il vote la confiance au second gouvernement Valls. En juillet 2015, il présente un amendement visant à étendre à l’ensemble des territoires d’Outre-mer le principe de séparation des Églises et de l’État garanti par la loi du 9 décembre 1905.
En 2018, il remet un rapport d'information sur la lutte contre les discriminations anti-LGBT dans les outre-mer,.
Le 1er août 2021, pour se conformer aux règles de cumul des mandats, il démissionne de son mandat de député. Sa suppléante Carine Sinaï Bossou, présidente sortante de la Chambre de commerce et d'industrie, lui succède mais démissionne immédiatement,.

## Détail des mandats et fonctions

### Au niveau local
- 9 mars 2008 - 30 mars 2014 : conseiller municipal d'opposition de Matoury
- 21 mars 2010 - 17 juin 2012 : conseiller régional de la Guyane
- 4 avril 2014 - 6 septembre 2017 : maire de Matoury
- depuis le 30 mars 2014 : conseiller communautaire de l'agglomération du centre littoral guyanais.
- depuis le 2 juillet 2021 : président de l'Assemblée de Guyane.

### À l’Assemblée nationale
- 17 juin 2012 - 1er août 2021 : député de la Première circonscription de la Guyane
- 11 octobre 2012 - 20 juin 2017 : Membre titulaire de la Commission nationale d'évaluation des politiques de l'État outre-mer
- 26 janvier 2018 - 1 août 2021 : Membre du Bureau de la Section française de l'Assemblée parlementaire de la francophonie
- 21 novembre 2017 - 1 août 2021 : Membre suppléant du Conseil national de la mer et des littoraux